# Mercedes-Benz Classe R
Pour les articles homonymes, voir Classe R.

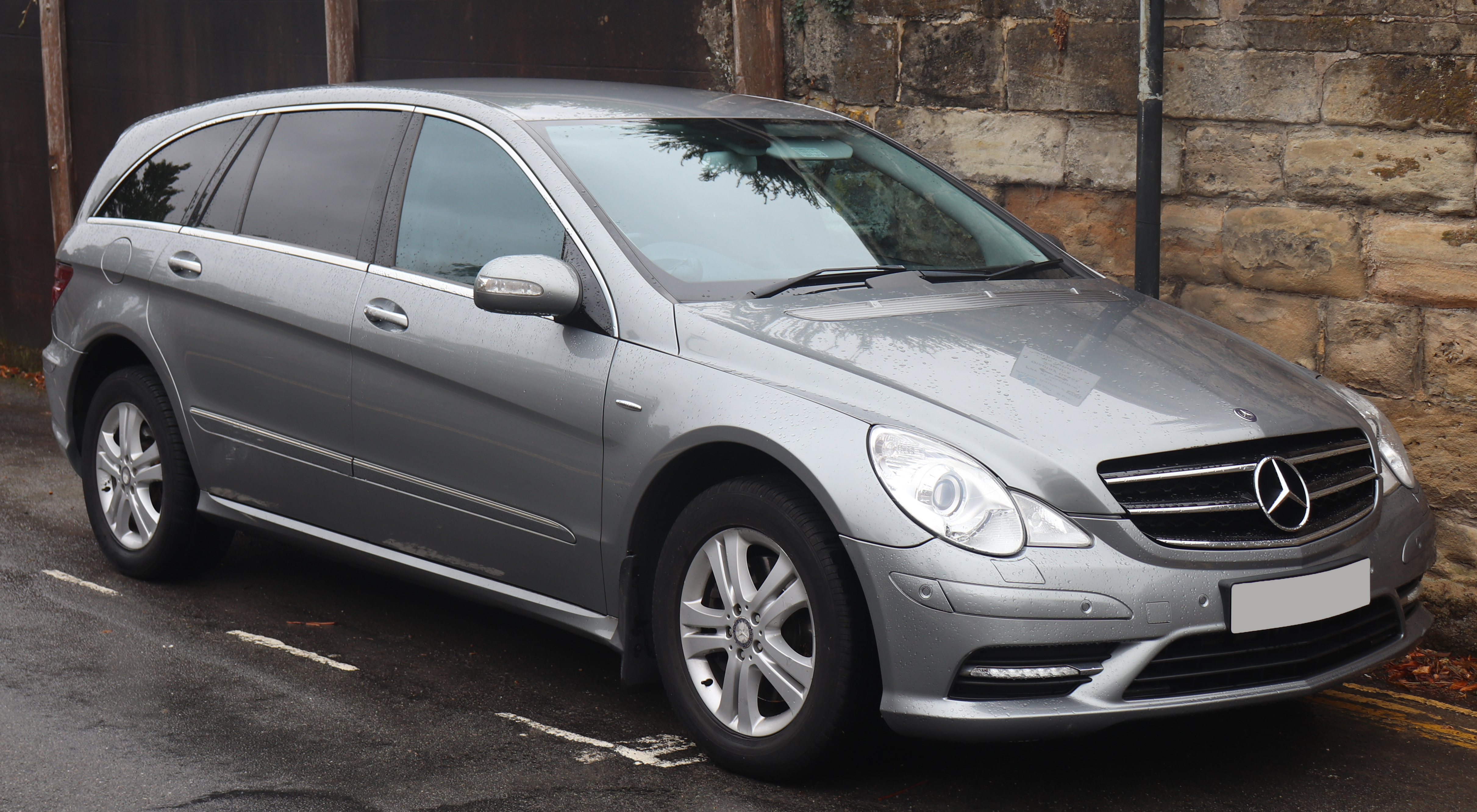
Mercedes Classe R.

Lancée en 2006, la Classe R est un monospace de luxe du constructeur automobile allemand Mercedes-Benz.
Disponible en version courte de 4,92 mètres de long (code W251) ou en version longue de 5,16 mètres de long (code V251). La version longue avait un volume maximal de chargement de 2 385 litres.
En 2006 et 2007, ce véhicule pouvait être commandé avec le moteur M156, un V8 essence de 6,2 litres de cylindrée et développant 510 ch (375 kW). Les versions équipées de ce moteur, le R63 AMG et le R63 AMG Long, leur permettaient d’accélérer de 0 à 100 km/h à 5,0 secondes et 5,1 secondes respectivement mais aussi d'atteindre une vitesse maximale limitée à 250 km/h, sur certains marchés ce limiteur pouvait —en option— être remonté à 275 km/h. Cela en fait, encore à ce jour, le monospace de production le plus puissant et le plus rapide du monde. En 2007, il était aussi le plus cher, démarrant à près de 100 000 € et pouvait atteindre près de 140 000 € après options. Ces versions se sont très mal vendues et leur production a été arrêtée au bout de 12 mois, en juin 2007. Au total seulement 322 unités seront produites dans le monde, 84 en version courte et 238 en version longue. 
La première génération n'était livrable qu'en 6 places (3 rangées de 2 sièges). Une évolution a été faite en décembre 2007 afin de faire revenir ce modèle dans les standards, soit 5 places. En option, elle reste configurable en 6 places et en 7 places.
Elle est équipée de série de la boîte 7G-Tronic, avec levier au volant comme sur la classe M.
La Mercedes Classe R reçoit les mêmes moteurs que ceux montés sur la Classe M phase 2.

## Nouvelle génération
Les changements sont visibles à l'extérieur de l'auto ; une calandre avec des airs de Classe E, des phares de ML, le bouclier arrière propose un nouveau pare-chocs et une sortie d'échappement revue. Pour l'intérieur, on retrouve des équipements nouveaux comme un détecteur d'angle mort ou l'appui-tête actif Neck Pro. De nouvelle teintes de carrosserie sont aussi disponibles. Côté moteur, un essence 3.5 V6 de 268 ch et un diesel V6 turbo de 210 ch ou 265 en version 4MATIC (R 300 CDI ou R 350 CDI).

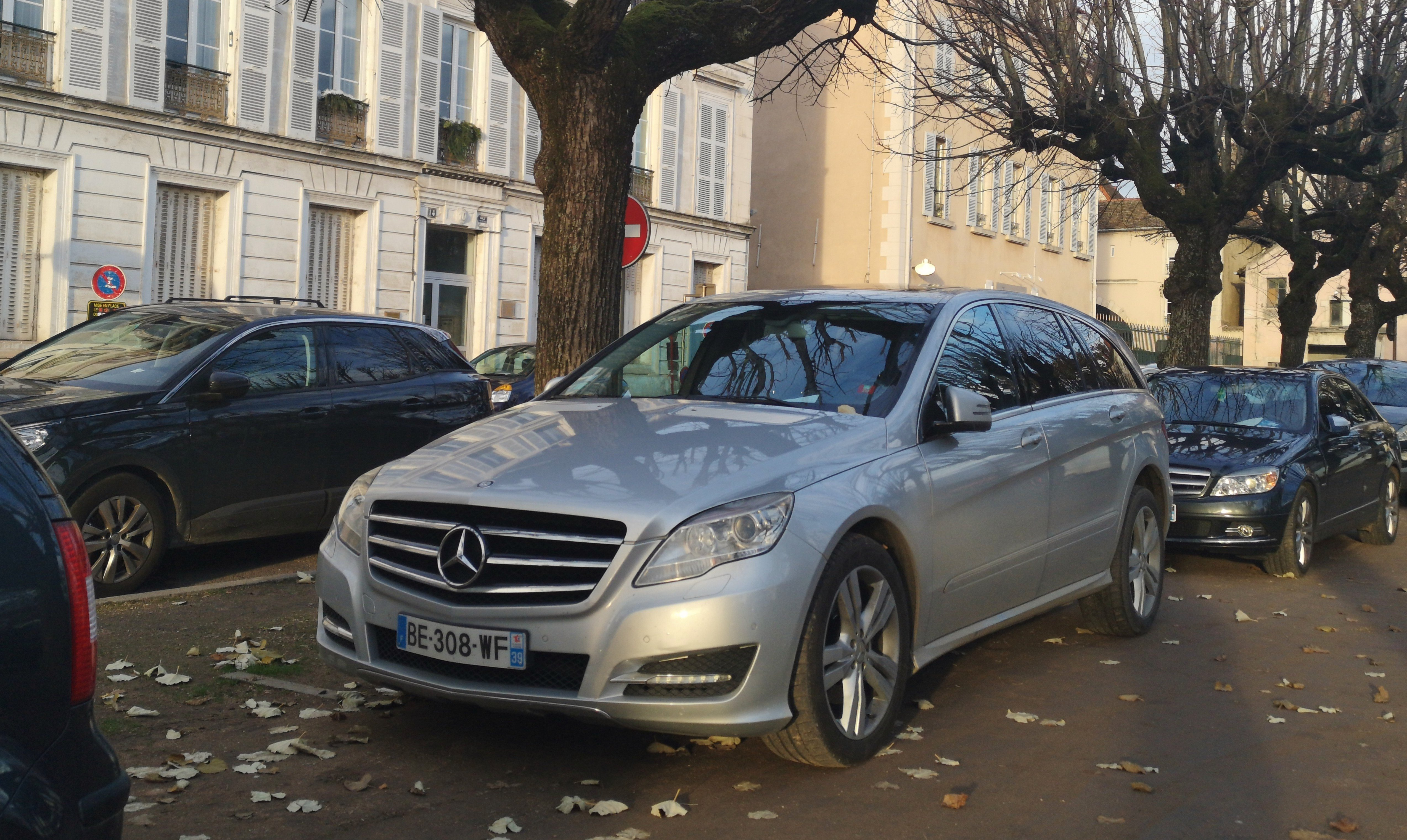
Une Classe R seconde génération.

## Caractéristiques techniques
| Logo de Mercedes-Benz       | Essence                         | Essence                          | Essence                         | Diesel                          | Diesel                          | Diesel                          | Diesel                          |
| Logo de Mercedes-Benz       | R 300                           | R 350                            | R 500                           | R 300 CDI                       | R 300 CDI BlueEFFICIENCY        | R 350 CDI                       | R 350 BlueTEC                   |
| --------------------------- | ------------------------------- | -------------------------------- | ------------------------------- | ------------------------------- | ------------------------------- | ------------------------------- | ------------------------------- |
| Type de moteur              | Moteur 6 cylindres en V         | Moteur 6 cylindres en V          | Moteur 8 cylindres en V         | Moteur 6 cylindres en V         | Moteur 6 cylindres en V         | Moteur 6 cylindres en V         | Moteur 6 cylindres en V         |
| Cylindrée                   | 2 996 cm3                       | 3 498 cm3                        | 5 461 cm3                       | 2 987 cm3                       | 2 987 cm3                       | 2 987 cm3                       | 2 987 cm3                       |
| Puissance                   | 140 kW (190 ch) à 4 000 tr/min  | 200 kW (272 ch) à 6 000 tr/min   | 285 kW (388 ch) à 6 000 tr/min  | 140 kW (190 ch) à 4 000 tr/min  | 140 kW (190 ch) à 4 000 tr/min  | 198 kW (265 ch) à 3 800 tr/min  | 155 kW (211 ch) à 3 400 tr/min  |
| Couple maxi                 | 440 N m de 1 400 à 2 800 tr/min | 350 N m de 2 400 à 5 000 tr/min  | 530 N m de 2 800 à 4 800 tr/min | 440 N m de 1 400 à 2 800 tr/min | 440 N m de 1 400 à 2 800 tr/min | 510 N m de 1 600 à 2 800 tr/min | 620 N m de 1 600 à 2 400 tr/min |
| Boîte de vitesses           | 7G-TRONIC                       | 7G-TRONIC                        | 7G-TRONIC                       | 7G-TRONIC                       | 7G-TRONIC                       | 7G-TRONIC                       | 7G-TRONIC                       |
| Transmission                | Propulsion                      | Propulsion ou intégrale (4MATIC) | Intégrale (4MATIC)              | Intégrale (4MATIC)              | Propulsion                      | Intégrale (4MATIC)              | Intégrale (4MATIC)              |
| Vitesse maximale            | 222 km/h                        | 230 km/h                         | 250 km/h                        | 210 km/h                        | 210 km/h                        | 220 km/h                        | 216 km/h                        |
| Accélération 0-100 km/h     | 9,6 secondes                    | 8,2 secondes                     | 6,1 secondes                    | 9,8 secondes                    | 9,7 secondes                    | 8,7 secondes                    | 8,9 secondes                    |
| Consommation mixte          | 11,2 ℓ/100 km                   | 11,5 ℓ/100 km                    | 13,4 ℓ/100 km                   | 9,3 ℓ/100 km                    | 8,2 ℓ/100 km                    | 9,3 ℓ/100 km                    | 8,7 ℓ/100 km                    |
| Émissions moy. de CO2       | 260 g/km                        | 265 g/km                         | 306 g/km                        | 246 g/km                        | 217 g/km                        | 246 g/km                        | 229 g/km                        |
| Norme européenne d'émission | Euro 5                          | Euro 5                           | Euro 5                          | Euro 4                          | Euro 4                          | Euro 4                          | Euro 6                          |
| Prix de base                | Non proposé 50 094 €            | 57 200 € 54 450 €                | 75 200 € 79 739 €               | 52 500 € 50 820 €               | 49 900 € 50 820 €               | 57 200 € 56 265 €               | 61 400 € 59 532 €               |